# Tjärnsjösjön
Tjärnsjösjön är en sjö i Härnösands kommun i Ångermanland och ingår i Gådeån-Indalsälvens kustområde. Sjön har en area på 0,0702 kvadratkilometer och ligger 76,1 meter över havet.

## Delavrinningsområde
Tjärnsjösjön ingår i det delavrinningsområde (694442-160143) som SMHI kallar för Inloppet i Antjärnstjärnen. Medelhöjden är 97 meter över havet och ytan är 4,51 kvadratkilometer. Det finns inga avrinningsområden uppströms utan avrinningsområdet är högsta punkten. Vattendraget som avvattnar avrinningsområdet har biflödesordning 2, vilket innebär att vattnet flödar genom totalt 2 vattendrag innan det når havet efter 7,1 kilometer. Avrinningsområdet består mestadels av skog (65 procent) och jordbruk (15 procent). Avrinningsområdet har 0,14 kvadratkilometer vattenytor vilket ger det en sjöprocent på 3 procent.